# Liste der Biografien/Beq
Liste der Biografien |
Portal Biografien |
Personensuche
# |
A |
B |
C |
D |
E |
F |
G |
H |
I |
J |
K |
L |
M |
N |
O |
P |
Q |
R |
S |
T |
U |
V |
W |
X |
Y |
Z |
?
 
Ba |
Be |
Bd |
Bg |
Bh |
Bi |
Bj |
Bl |
Bm |
Bn |
Bo |
Br |
Bs |
Bu |
Bw |
By |
Bz
 
Bea–Beb |
Bec |
Bed |
Bee |
Bef |
Beg |
Beh |
Bei |
Bej |
Bek |
Bel |
Bem |
Ben |
Beo |
Bep |
Beq |
Ber |
Bes |
Bet |
Beu |
Bev |
Bew |
Bex |
Bey |
Bez
Die Liste der Biografien führt alle Personen auf, die in der deutschsprachigen Wikipedia einen Artikel haben. Dieses ist eine Teilliste mit 12 Einträgen von Personen, deren Namen mit den Buchstaben „Beq“ beginnt.

## Beq

### Beqa
- Beqaj, Arjan (* 1976), albanischer Fußballspieler

### Beqi
- Beqiri, Alban (* 1994), albanischer Boxer
- Beqiri, Elvin (* 1980), albanischer Fußballspieler
- Beqiri, Iljana (* 2000), albanische Sprinterin
- Beqiri, Ismet (* 1964), kosovarisch-albanischer Politiker
- Beqiri, Shemsi (* 1986), kosovarisch-schweizerischer KickboxerShemsi Beqiri (* 1986)

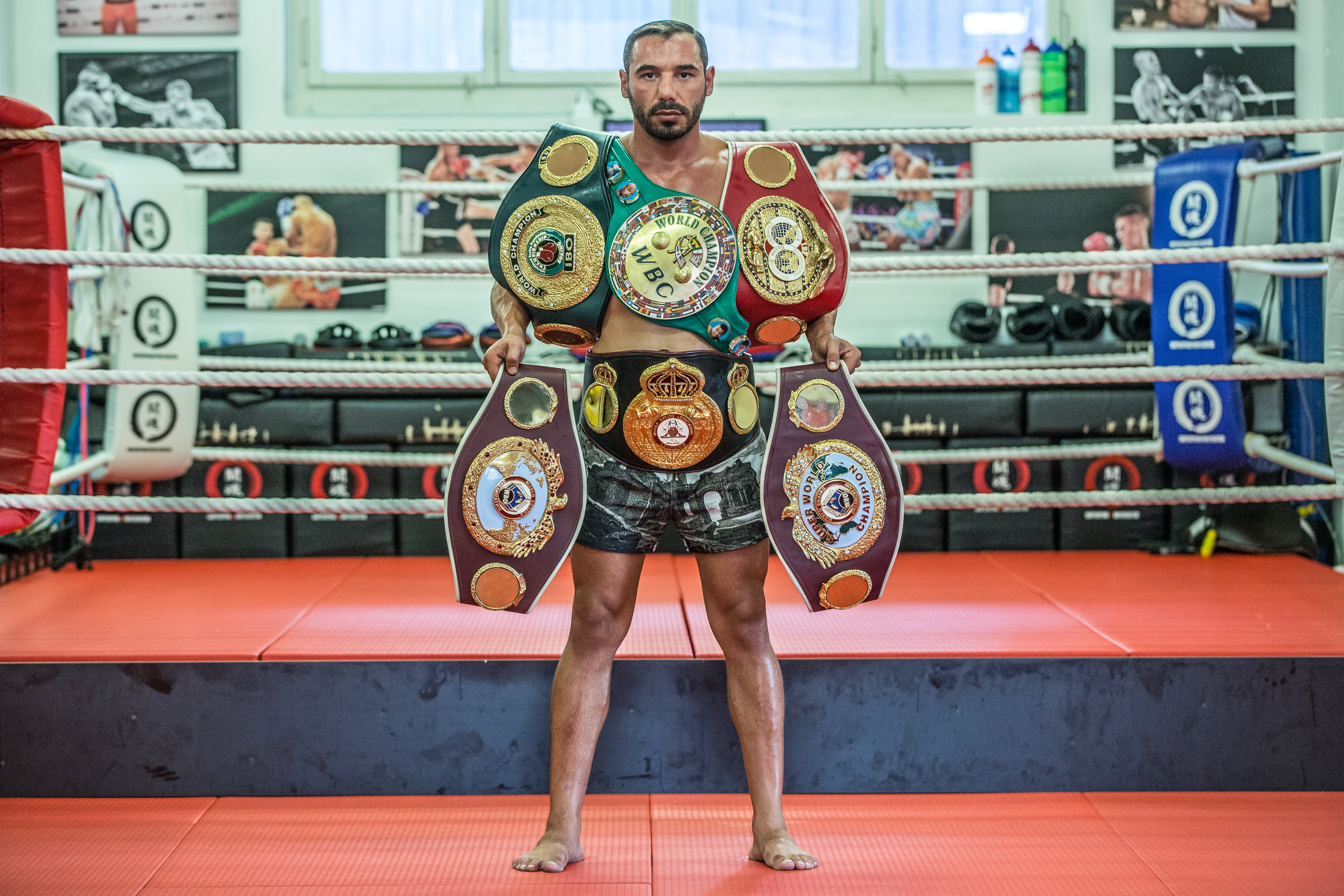
Shemsi Beqiri (* 1986)

- Beqiri, Sokol (* 1964), kosovarischer Grafiker, Video-, Performance- und Installationskünstler

### Beqs
- Beqschanow, Aidar (* 1993), kasachischer Shorttracker

### Bequ
- Bequerer, Johann Gottfried von († 1720), Priester und Offizial des Erzbistums Köln
- Bequignolle, Johann Leonhard d’Artois von, preußischer Rittmeister
- Bequignolles, Hermann von (1825–1867), Intendant des Hoftheaters in Wiesbaden, Dichter und Dramaturg
- Béquignon, Yves (1899–1990), französischer Klassischer Archäologe und Epigraphiker